# Mon témoignage devant le monde - Histoire d'un État secret

Mon témoignage devant le monde - Histoire d'un État secret (titre original anglais : Story of a Secret State) est un récit de Jan Karski écrit et publié en 1944, durant la Seconde Guerre mondiale, sur l'État clandestin polonais constitué après la défaite de 1939 et sur la résistance polonaise. Ce récit contient deux chapitres sur le sort des Juifs, le chapitre XXIX et le chapitre XXX, dans lesquels Karski dit avoir été témoin de la Shoah en s'introduisant clandestinement dans le ghetto de Varsovie et dans le camp d'extermination de Bełżec. Le récit de la visite au camp de Bełżec a soulevé des doutes, notamment ceux de l'historien Raul Hilberg. 
Karski écrit ce livre alors qu'il se trouve aux États-Unis, où il a été envoyé par le gouvernement polonais en exil pour informer le public sur la situation de la Pologne occupée.  
L'agent d'édition de ce livre est Emery Reves, connu aussi pour avoir édité le livre suspect Hitler m'a dit de Hermann Rauschning et le livre I paid Hitler, de Fritz Thyssen, auquel il semble avoir ajouté des éléments qui ne provenaient pas de Thyssen. Reves interdit à Karski toute critique envers l'URSS, s'arroge le droit de rendre le texte plus attrayant et exige la moitié des droits d'auteur.
Selon E.T. Wood et S.M. Jankowski, biographes de Karski, Story of a Secret State est une source valable, mais souvent non fiable : des raisons de sécurité (la guerre n'était pas finie quand le livre parut) ont obligé Karski à y inclure une quantité appréciable de désinformation; des considérations diplomatiques lui interdisaient de divulguer certains de ses contacts à Londres et à Washington; enfin, pour les besoins de la propagande du gouvernement polonais en exil et dans l'intérêt financier de l'éditeur du livre, il a été fait usage de « licences dramatiques ».
Publié en 1944, en pleine guerre, ce livre est le résultat de trois influences qui l'empêchent de satisfaire les historiens. Il y avait d'abord le gouvernement polonais, qui voulait un film ou au moins un livre à succès dans l'espoir d'obtenir le soutien des États-Unis contre Staline, qui s'apprêtait à vassaliser la Pologne ; il censurait la rédaction selon la conjoncture diplomatique. Ensuite, l'éditeur voulait vendre beaucoup et tendait à simplifier voire romancer. Enfin, Karski, qui sut imposer son style à l'éditeur et en dire beaucoup sur les faits et structures de l'Armée secrète mais était tenu par la nécessité de coder les noms, de transposer des faits, pour ne pas aider la Gestapo et mettre en péril les résistants en Pologne
Une des demandes de Reves et de la maison d'éditions (Houghton Mifflin Company) était que le livre mentionnât le soulèvement du ghetto de Varsovie (avril et mai 1943), mais Karski objectait que cet évènement sortait du cadre de son récit. Wood et Jankowski pensent que c'était peut-être à la suite de ces pressions des éditeurs que le livre a fini par faire allusion à des préparatifs d'une révolte armée du ghetto, préparatifs dont, selon le livre, Karski aurait été informé par un des deux Juifs, qu'il rencontra peu avant son départ de Varsovie. Selon Wood et Jankowski, « ce détail n'est pas conforme à ce qu'on a appris par la suite sur les origines de la révolte. » Cependant, cette allusion aux préparatifs de l’insurrection du ghetto de Varsovie, si elle a pu surprendre, ne constitue pas formellement un anachronisme puisque cette révélation du représentant sioniste est faite lors d'une rencontre qui a eu lieu au plus tôt fin août 1942, soit après la création des premières unités combattantes.
Le livre obtient un grand succès auprès du public (plus de 400 000 exemplaires), et la plupart des critiques sont favorables
Karski s'opposa longtemps à une traduction en polonais puisque des lecteurs polonais auraient remarqué les libertés que le récit prenait avec la vérité. Ce n'est qu'en 1999 qu'il finit par céder. 
Le live a été réédité fidèlement en 2012 par Penguin Classics mais avec la traduction d'additions que Karski avait apportées au texte dans l'édition polonaise de 1999. Une nouvelle traduction française a été publiée chez Robert Laffont en 2010, sous le titre Mon témoignage devant le monde, Histoire d'un État clandestin, accompagné de notes explicatives pour le lecteur français. Dans cette traduction française, le contenu du texte a parfois été modifié à cause des rétractations tardives de Karski. 